# Антоніна Гірич
Антоніна Гірич, Антоніна Гірич-Дзенісевич (20 лютого 1939, Бердичів, Житомирська область — 19 січня 2022) — польська акторка театру і кіно.

## Освіта
Випускниця Драматичної студії у Вроцлаві (1959). Дебютувала в театрі 1 липня 1959 р..

## Театр
Джерело : Енциклопедія Польського театру
- Драматичний театр у Вроцлаві: 1959—1960
- Театр ім. Войцеха Богуславського у Каліші: 1960—1961
- Любуський театр в Зеленій Гурі: 1961—1964
- Драматичний театр у Вроцлаві: 1964—1967
- Сучасний театр у Варшаві: з 1967 по 2001 рік

## Фільмографія
- 2014: П'ятий стадіон у ролі Марти, тітки Алекси
- 2013: Рецепт життя у ролі Ріти Галас
- 2012: Правила гри як Шиманська
- 2011: Родзинка (пол.) тітка Терези (еп. 44)
- з 2011:Як кохання у ролі Ірени Малановської, нареченої Тадеуша Будзинського
- 2010: Уста уста як Зофія Новак, мати Петра Новака
- 2008—2009: Це зараз або ніколи! — секретарка Бартка
- 2008: Готель під жирафом і носорогом — пані Галинка (епізод 11)
- 2007: Матуся Епізод 4 у ролі Ніни
- 2005: Няня епізод 6 — няня Клара Пшитик
- 2004—2006: Бульйонери — графиня Любецька
- 2004—2006: Пансіонат під розою — Барбара Какієтек, мати Яцека
- 2002—2007: Саме життя — Гелена Полешук, заступниця директора середньої школи CVIII загальної середньої школи
- 2000: Пукуш — Рутковська
- 1999: Тигри Європи — Дамбровська, сусідка Моніки
- 1997: Божа підкладка — Вела
- 1997: Ліжко Вершиніна — буфетчиця
- 1997: Мусите жити — жінка на залізничному вокзалі
- 1997—1998: 13-й відділок міліції — мати Фридерика
- 1997: Останнє коло — секретарка
- 1996: Аргумент про Басю — шкільна вчителька
- 1995: Гравці — член виборчого штабу Валенси
- 1995: Авантюра про Басю — шкільна вчителька
- 1994: Міс з мокрою головою — власниця магазину в Закопаному
- 1993: Сорок років. Через 20 років — подруга Магди Карвовської в лабораторії
- 1993—1994: Адвокатська команда — продавчиня будинку в Аніні
- 1993: Тінь підозри — місіс Беннет
- 1991: Контрольовані розмови — дружина Ярзобека
- 1991: Так, так — телевізійна редакторка
- 1991: V.I.P — свекруха Агнешки
- 1990: Дівчина з Мазурії — мати Марти
- 1990: Історія аморальна — телевізійна редакторка на репетиції «Антигони»
- 1990: Будинок на голові — Пані Поплавська
- 1989: Моджеєвська — учасниця зустрічі суфражисток, епізод 6 не згадується у відкритті
- 1989: Останній дзвоник — мати Яковського
- 1988: Коровські сни — черниця, доглядачка хворої Ядвіги
- 1988—1991: У лабіринті
- 1988: П'ять хвилин до свистка
- 1987: Перевірка — офіціантка Крисія
- 1987: Дорослішання — службовиця центру зайнятості
- 1987: Річка хамства — Колтонякова, проведення курсу крою
- 1987: Комедіантка — співачка в клубі, про яку не згадується у початкових титрах
- 1986: Республіка надії — пані Ірма, власниця готелю «На пошті»
- 1986: Замісники — Бернацька з відділу зайнятості в Мокотові, епізод 4
- 1985: Дзеркало
- 1984: Акселерація — клерк, акторка в цирку
- 1982: Допит — в'язень, «старша» камери
- 1981: Йокогама
- 1981: 07 входить — Кемпінська, сусідка Навроцької в епізоді 12
- 1980—2000: Дім — хвора у туберкульозній лікарні
- 1980: Без кохання — секретарка директора компанії
- 1980: Менше неба — жінка на вечірці
- 1980: Точка зору — орендодавиця
- 1979: Доктор Мурек — секретарка Гольбейна
- 1978: Дзеркальний осколок
- 1977: Акція під Арсеналіом — жінка, яка завітала до приміщення
- 1976: Далеко від дороги — лікарка, яка оглядає Перемка
- 1974: Квартальний баланс — подруга Марти
- 1974—1977: Сорокарічний хлопчик — подруга Магди на роботі
- 1969: Полювання на муху — начальниця Влодека
- 1968: Надзвичайні казки
- 1967: Довга ніч — дочка Шиманськихо
- 1965: Катастрофа — дизайнерка Єва

## Польський дубляж
- 2013: Крижане серце — Герда
- 2012: Хоробра Меріда — відьма
- 2010: Ведмідь Паддінгтон
- 2010: Гаррі Поттер і Смертельні реліквії: Частина 1 — Тітка Мюріель
- 2010: Нікчемний Я — мати Гру
- 2008: Не ідеально — директорка коньячного вина
- 2007: Пригоди Сари Джейн
- 2005: Чарлі та шоколадна фабрика — бабуся Джорджина
- 2005: Хоробрик — Пернатий спецзагін
- 2004: Мулан II
- 2004: Щасливий Люк — мати Далтона
- 2003: Атлантида: Повернення Майло — місіс Пакард
- 2003: Пітер Пен — місіс Фулсом
- 2003: Маленькі агенти 3D: Кінецьгри
- 2002: Маленькі агенти 2: Острів мрій
- 2001: Атлантида — Загублена земля — місіс Пакард
- 2000: Королі та королеви — Королева Кліп-Кліп
- 2000: Втеча з курника — місіс Твіді
- 1999—2002: Кураж — боягузливий пес — мати Євстахія
- 1998: Про велику ганьбу у чотирнадцяти байках Лешека Колаковського з Королівства Лайлонія — Фея
- 1998: Мулан — Сваха
- 1998: Убити Секаля — Марія
- 1997—1998: Пеппі — місіс Призелій
- 1997: Геркулес — Клото
- 1997: Бетмен і Робін
- 1997: Світ кролика Петра та його друзів
- 1996—2000: На ожиновому пагорбі
- 1996—1998: Маленька книжка джунглів — Магра
- 1993—1994: Опускання, супер детектив — Една
- 1992—1998: Казки з-за вікна — голоси анімаційних персонажів
- 1992—1994: Русалонька — Відьма (еп. 11)
- 1987—1990: Качині історії (нова дубльована версія з 2007) — мати Гідранта
- 1968: Чарівна лампа Аладдіна
- 1960—1966: Флінтстоуни

## Нагороди
- Нагороджена за роль Магди в Прогулянці Дроздовського у Любуському театрі на 2-ій Каліській театральній зустрічі (1962).